# Gemma (botanica)

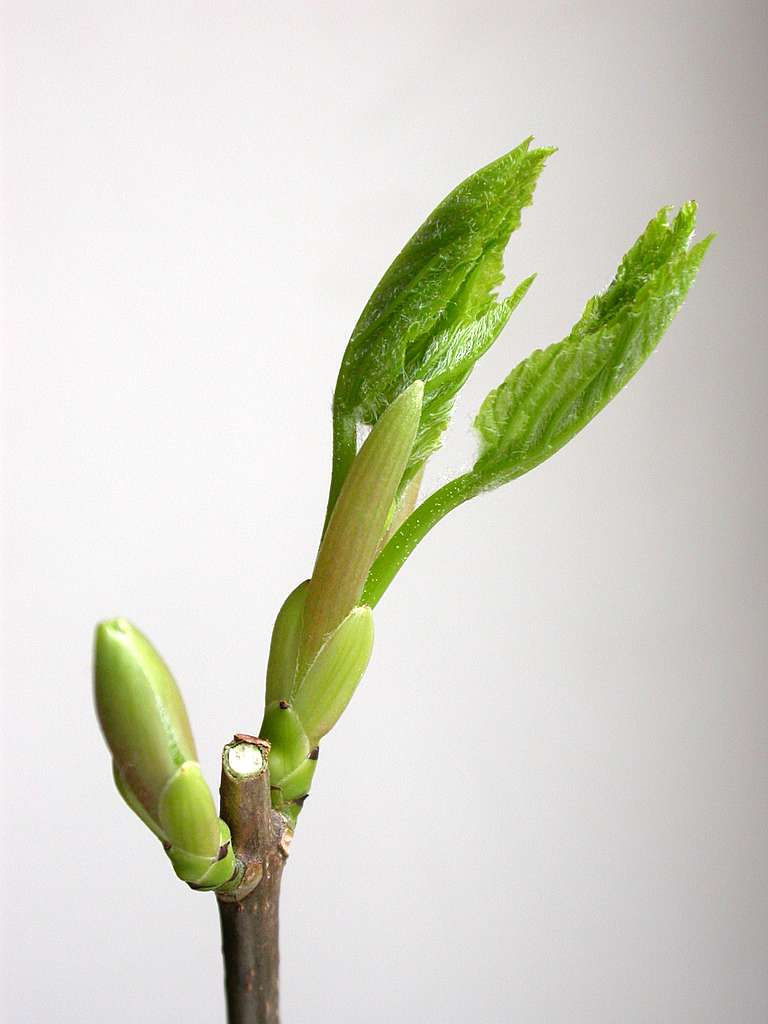
Gemme di acero.

La gemma è un organo vegetativo che rappresenta il primordio di un nuovo asse vegetale, da cui possono avere origine foglie, rami e fiori.
È cioè l'abbozzo di un germoglio in via di sviluppo in cui è possibile distinguere:
- un cono vegetativo, breve asse a forma conica, formato da cellule meristematiche, che rappresenta l'apice del germoglio
- abbozzi fogliari, situati sui fianchi del cono vegetativo, diventano più sviluppati man mano che si allontanano dalla parte apicale e daranno origine allo sviluppo delle foglie
- primordi dei rami, posti all'ascella degli abbozzi fogliari; si organizzeranno in complessi meristematici uguali alla gemma e si svilupperanno in organi assili: i rami.

## Raggruppamenti

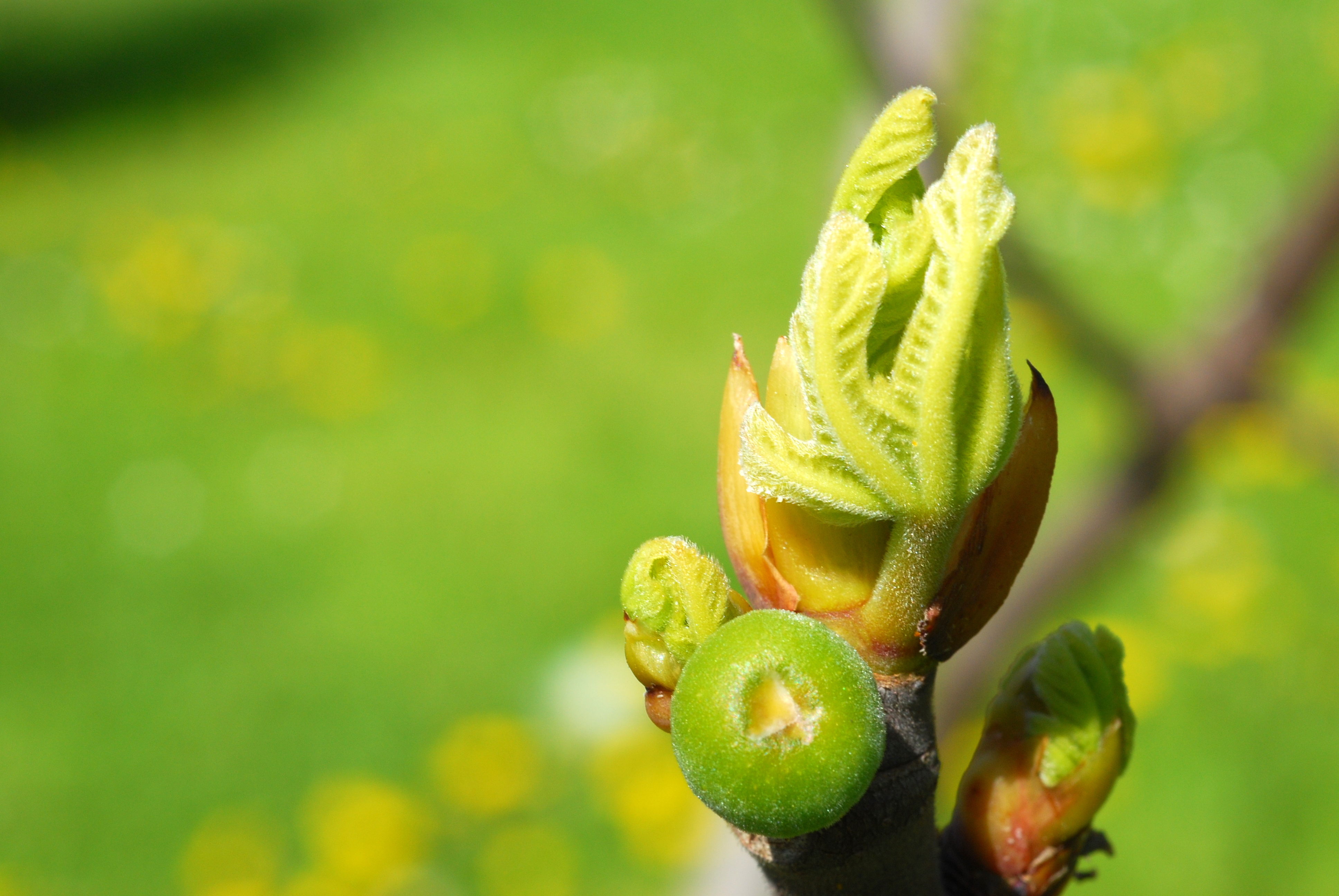
Gemma di fico comune

Le gemme, nel loro insieme, possono essere distinte e raggruppate in base a diversi punti di vista, tenendo conto di:
- posizione
- aspetto
- tipo di organo originato
- epoca di sviluppo

### Posizione
Per quanto riguarda la posizione, le gemme, possono essere:
- apicali (o terminali), se situate all'apice del fusto (o ramo) rappresenta lo stato giovanile del fusto
- avventizie, senza una precisa collocazione, in quanto si differenziano ex novo sui rami, sulle branche e sul tronco sono presenti gli sferoblasti che sono ammassi di abbozzi radicali.
- ascellari, alle ascelle delle foglie

### Aspetto

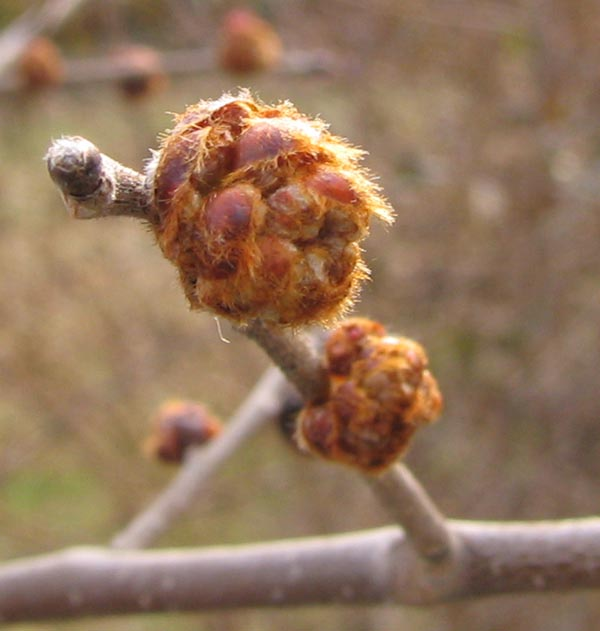
Gemma a fiore di olmo montano.

In base all'aspetto possiamo distinguere:
- gemme nude, caratteristiche delle piante erbacee, dette così perché mancano di ogni protezione
- gemme vestite (o dormienti); caratteristiche delle piante legnose, sono protette da particolari strutture fogliari dette perule che, a loro volta, possono essere rivestite di sottilissimi peli o di resina che le rendono impermeabili e, quindi, idonee a proteggere la gemma, al loro interno, durante le stagioni avverse.

### Organo originato
Per quanto riguarda l'organo a cui danno origine, si distinguono:
- gemme a legno (o vegetative), quando producono rami o foglie sul ramo. Generalmente di forma più appiattita e cilindrica quasi appuntita, nella quale si possono già intravedere i primordi delle foglie.
- gemme a frutto (o riproduttive), (drupacee) suddivise a loro volta in gemme a fiore con i soli primordi di organi riproduttivi, che originano fiori ed in gemme miste (pomacee), che producono sia fiori che foglie e rami. Generalmente di forma più rotondeggiante e sferica, in quanto provviste di ovario, parte essenziale per lo sviluppo del frutto.
- gemme miste, quando possono dar origine sia a foglie o rami che a fiori (e successivamente a frutti).

### Epoca di sviluppo
Considerando l'epoca in cui si sviluppano, possiamo distinguere:
- gemme pronte, quando si schiudono nello stesso anno in cui si formano dando origine a rami detti anticipati (rami esili e lunghi, molto fragili).
- gemme dormienti (o ibernanti), se si svilupperanno nell'anno successivo a quello della loro formazione (le più comuni).
- gemme latenti, se si formano ma non si sviluppano per tempi molto lunghi.

### Altri punti di vista
Possiamo ancora avere:
- gemme sostitutive, che possono svilupparsi qualora quelle normali non siano riuscite a farlo.
- gemme avventizie, che possono svilupparsi solo in casi eccezionali, qualora, ad esempio, un fatto imprevisto provoca un maggiore apporto di linfa o un fatto traumatico porta alla distruzione di quelle normali
- gemme cieche, quando sono incapaci di svilupparsi.

Le gemme inoltre possono essere poste singolarmente o a gruppi di due o tre.

## Gemma apicale

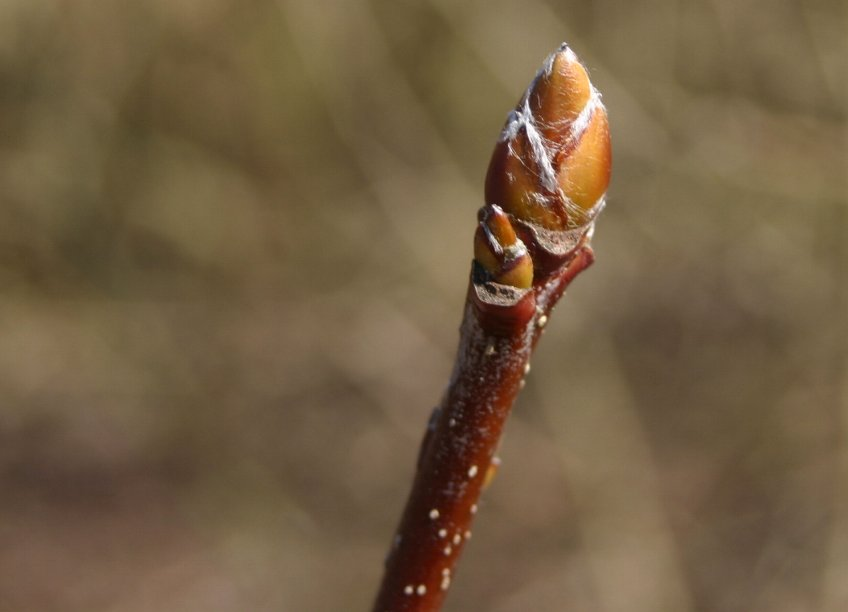
Gemma apicale di Sorbus intermedia.

Il tipo di ramificazione caratteristico di una data pianta dipende dalla persistenza negli anni della gemma apicale (o terminale).
Se la gemma apicale rimane attiva per tutta la vita della pianta, l'asse caulinare si accrescerà indefinitamente e dalle gemme laterali avrà origine una serie di rami detta di primo ordine, dalle cui gemme laterali si svilupperanno rami detti di secondo ordine e così via. Si otterrà in questo modo un tipo caratteristico di ramificazione detto monopodiale (es: Abete, Quercia).
Se, invece, la gemma apicale muore alla fine della stagione vegetativa (come ad esempio nel Tiglio e nell'Olmo), l'asse caulinare cessa di crescere e, allora, avranno un maggiore sviluppo i rami laterali di primo ordine, che successivamente saranno superati da quelli di second'ordine e così via. Prenderà quindi forma un tipo di ramificazione detta simpodiale a dicasio. Qualora però, l'allungamento dell'apice caulinare sia portato avanti dalla gemma più prossima a quella apicale abortita, il tipo di ramificazione sarà detto simpodiale a monocasio.

## Gemma laterale
In alcuni casi, la gemma può essere laterale e non avendo dominanza tendenzialmente si sviluppa dopo e con minore vigore rispetto alla gemma apicale.